# Barrio Juan José Castro
El Barrio Juan José Castro (originalmente Barrio Parque Almirante Brown Sector A) es un barrio "no oficial" de la ciudad de Buenos Aires, en Argentina. Se encuentra oficialmente en el barrio de Villa Lugano.
Se trata de un complejo de monoblocks, de color ladrillo con franjas blancas horizontales, con edificios de planta baja y 9 pisos altos. Tiene jardines y espacios verdes internos, y se encuentra al costado de la Autopista Dellepiane, junto con otros conjuntos habitacionales como el Juan José Nágera, el Cardenal Copello y el Samoré.

## Historia
La Municipalidad de la Ciudad de Buenos Aires creó en 1961 la Comisión Municipal de la Vivienda (CMV), que organizó una serie de complejos residenciales con el objetivo de solucionar el problema habitacional en la ciudad.
Se planificaron 4 conjuntos de monoblocks residenciales a los márgenes de la Avenida Dellepiane, nombrados con las letras A, B, C y D. El Barrio A comprendería 4 edificios ubicados entre las calles Escalada, Basualdo, Dellepiane (Oeste) y Crisóstomo Álvarez, sumando 400 unidades de vivienda. Las obras comenzaron en mayo de 1962 y terminaron en mayo de 1965.